# 国鉄1980形蒸気機関車

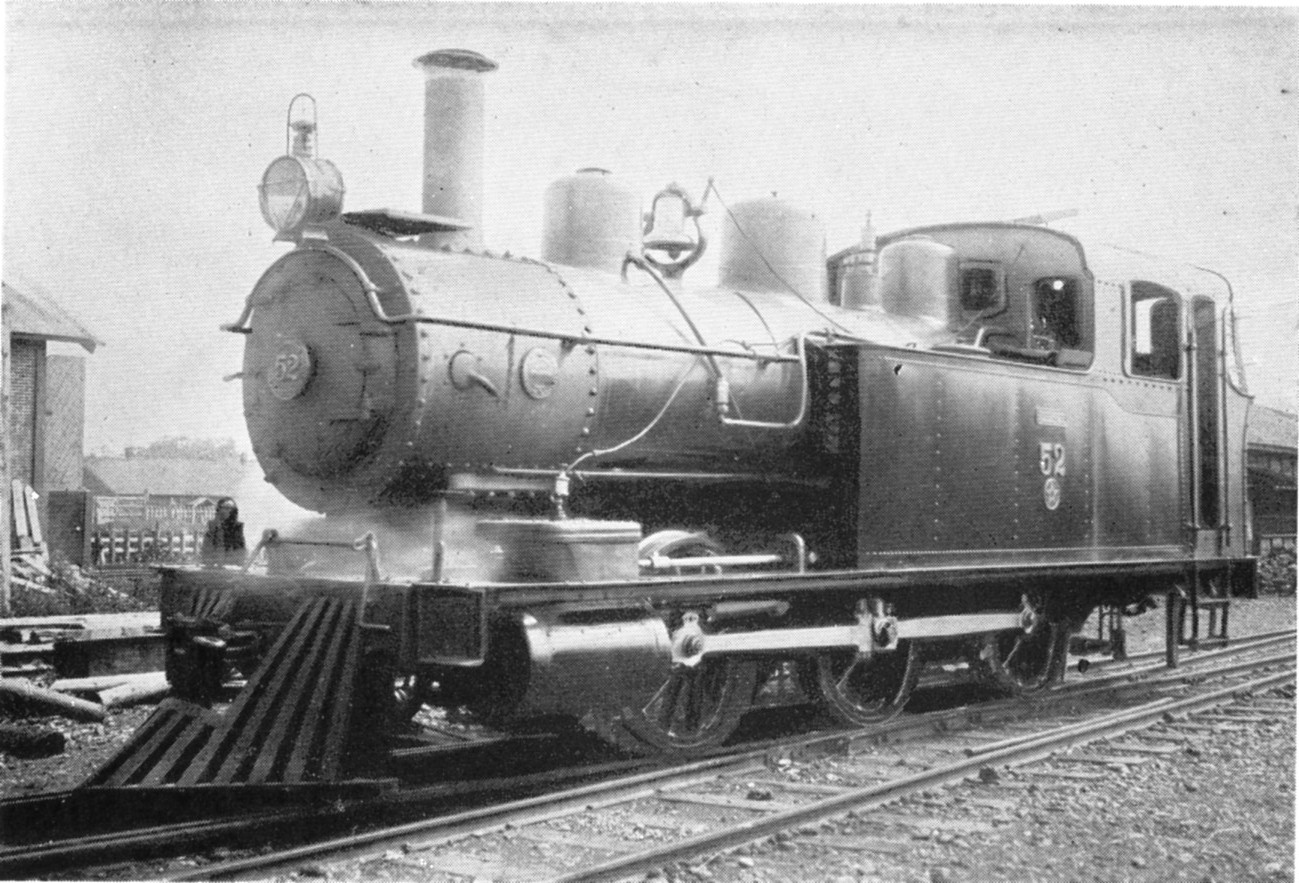
北海道炭礦鉄道 52（後の鉄道院 1980）

1980形は、かつて日本国有鉄道の前身である鉄道院・鉄道省に在籍したタンク式蒸気機関車である。

## 概要
北海道炭礦鉄道がアメリカのブルックス・ロコモティブ・ワークス(Brooks Locomotive Works)から3両（製造番号2862 - 2864）を輸入したタンク機関車で、当初はK形（52 - 54）と称し、後にリ形に改められた。元は、勢和鉄道が開業用の1 - 3として1897年（明治30年）に発注したものであるが、同鉄道は未開業のまま1898年（明治31年）10月に解散したため、その注文流れ品を北海道炭礦鉄道が1900年（明治33年）に引き取ったものである。
飽和式の2気筒単式で、車軸配置は0-6-0(C)形であるが、この軸配置の機関車としては大型の部類に入り、諸元は鉄道作業局のB2クラス（1800形）に近い。また、ボイラーは、九州鉄道102形（後の鉄道院2820形）と同大である。原型では、連結器は螺旋式でバッファを備えていたが、転売にともなって連結器はジャニイ式自動連結器に変更され、前端梁にはカウキャッチャーが取り付けられた。
1906年（明治39年）に北海道炭礦鉄道が鉄道国有法の制定により国有化されたのにともない、国有鉄道籍を得た。国有化を受けて1909年（明治42年）に実施された鉄道院の車両形式称号規程では、1980形（1980 - 1982）に改番された。
北海道炭礦鉄道では札幌・岩見沢間で使用され、国有化後も引き続き同所で使用された。廃車は1922年（大正11年）で、民間に払い下げられたものはなかった。最大軸重が14tを超えており、軌道の脆弱な地方鉄道では使うことができなかったのが原因と推測される。

## 主要諸元
- 全長 : 9,322mm
- 全高 : 3,696mm
- 全幅 : 2,401mm
- 軌間 : 1,067mm
- 車軸配置 : 0-6-0(C)
- 動輪直径 : 1,219mm
- 弁装置 : スチーブンソン式アメリカ型
- シリンダー（直径×行程） : 381mm×559mm
- ボイラー圧力 : 9.8kg/cm2
- 火格子面積 : 1.26m2
- 全伝熱面積 : 93.4m2
  - 煙管蒸発伝熱面積 : 71.2m2
  - 火室蒸発伝熱面積 : 22.0m2[2]
- ボイラー水容量 : 3.1m3
- 小煙管（直径×長サ×数） : 44.5mm×2,896mm×176本
- 機関車運転整備重量 : 41.61t
- 機関車空車重量 : 33.27t
- 機関車動輪上重量（運転整備時） : 41.61t
- 機関車動輪軸重（第3動輪上） : 14.75t
- 水タンク容量 : 4.08m3
- 燃料積載量 : 1.46t
- 機関車性能
  - シリンダ引張力 : 5,550kg
- ブレーキ装置 : 手ブレーキ、蒸気ブレーキ